# Austrochaperina novaebritanniae
Austrochaperina novaebritanniae es una especie de anfibios anuros de la familia Microhylidae.

## Distribución geográfica
Es endémica de la isla de Nueva Bretaña, en el archipiélago Bismarck (Papúa Nueva Guinea).

## Estado de conservación
Se encuentra amenazada de extinción por la pérdida de su hábitat natural.